# Torrelló de Boverot
El Torrelló del Boverot és un assentament, que es troba en la part oest del terme municipal d'Almassora, a la Plana Alta, al costat del riu Millars limítrof amb el terme municipal d'Onda.
Està catalogat com a Bé d'Interés Cultural, segons consta a la Direcció General de Patrimoni Artístic de la Generalitat Valenciana, amb nombre d'anotació: R-I-55-0000552 i data 2 de desembre de 1997.
Les excavacions arqueològiques que s'han dut a terme han permés la documentació d'unes restes del poblat de l'època del Bronze, que podrien datar-se cap a l'any 1000 aC. Es poden veure diverses estructures urbanes superposades, amb diversos moments de l'ocupació. Destaca el carrer iber (en part empedrat), amb els seus habitatges adossats (un d'ells amb un enterrament infantil al paviment), datat al voltant del 160-140 aC. També es poden veure diverses muralles, amb més de 70 metres longitudinals, per protegir l'assentament de les possibles invasions.